# Labidostomis guerini
Labidostomis guerini es una especie de insecto coleóptero de la familia Chrysomelidae.
Fue descrita científicamente en 1834 por Bassi.